# Lilioideae
Lilioideae е най-голямото подсемейство сред трите, които са причислени към сем. Liliaceae – така наречените Кремови. Включва многогодишни, луковични, цъфтящи растения, някои от които са много популярни, поради голямото си декоративно значение. Такива са например Лилиума или Фритиларията. Безспорно, обаче най-познатият представител е лалето, за което всички са чували. Много популярно е с факта, че е било и продължава да бъде огромна страст в Холандия, а и не само там. Цветовете на растенията, класифицирани към подсемейство Lilioideae най-често са събрани в цветноси или са единични. Представителите могат да бъдат, както много ниски, така и високи. Плодникът на тези растения е един и е триделен, тичинките са 6 на брой, както и венчелистчетата. Чашелистчета липсват. Това подсемейство включва в себе си общо 9 рода.

## Родове
- Cardiocrinum
- Erythronium
- Fritillaria
- Gagea
- Lilium
- Lloydia
- Nomocharis
- Notholirion
- Tulipa